# Johann Strauss III
Johann Strauss III, voluit Johann Eduard (Maria) Strauss, bijnaam binnen de familie Edi (Wenen, 16 februari 1866 – Berlijn, 9 januari 1939), was een Oostenrijks componist en dirigent.

## Biografie
Johann III was een zoon van Eduard Strauss. Zowel zijn vader, zijn twee ooms Johann jr. en Josef als zijn grootvader Johann sr. waren componisten. Nadat hij de leiding over de Strauss-kapel in 1901 van zijn vader overnam, werd er gehoopt dat hij de traditie van de familie zou voortzetten. Zijn talent kwam tijdens zijn leven echter niet tot volle bloei, mede omdat de muzieksmaak zich wijzigde en  componisten als Oscar Straus en Franz Lehár de Weense muziekscene domineerden.
Op 23 december 1898 ging in Wenen zijn operette in drie akten Katze und Maus in première. Deze werd slecht ontvangen. Critici raadden hem zelfs aan om verder te werken onder een pseudoniem om de naam van zijn familie niet verder te besmetten. Hij wist zich hierna nog wel enigszins te herstellen en bracht twee afzonderlijke walsen voort (opus 1 en 2) die publieke aandacht wisten te trekken.
Ondanks zijn matige begin is hij zijn leven lang blijven componeren. Een deel van zijn werk, opus 10 tot en met 23, is mogelijk niet bewaard gebleven. Later in zijn leven heeft hij toch enkele stukken geschreven waarmee hij meer succes had. Voorbeelden hiervan zijn Dem Mutigen gehört die Welt (opus 25) en de koningswals waarmee de kroning van koning Edward VII van Engeland werd gevierd.

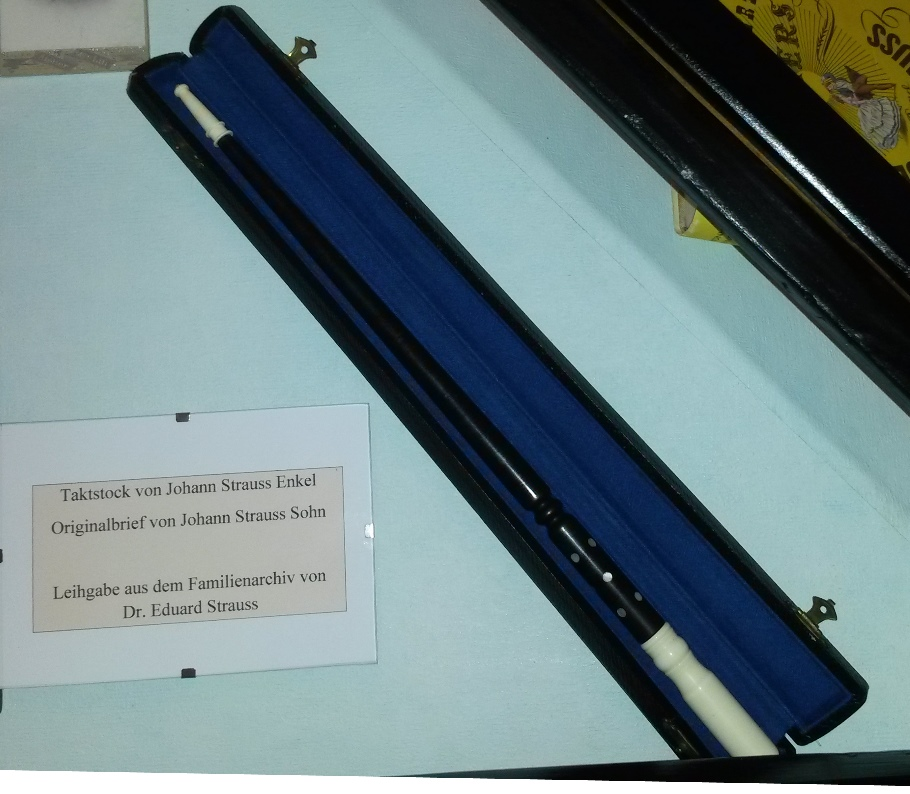
Zijn dirigeerstok in het Strauss-museum

Johann Strauss III wordt echter meer herinnerd vanwege zijn dirigeertalent. Hij verliet de Strauss-kapel in Wenen en vertrok naar Berlijn, waar hij Stehgeiger (vioolspelend kapeldirigent) werd. Door de ontwikkeling van de techniek werd hij de eerste Strauss die muziek op platen van een gerenommeerde platenmaatschappij uitbracht. In 1903 dirigeerde hij muziek van zijn familieleden voor het Johann Strauss Orchester. Deze opnames verschenen op acht enkelzijdige 78 toerenplaten van Deutsche Grammophon.
Johann Strauss III overleed in 1939 in Berlijn. Hij werd 72 jaar oud. Aan zijn werk en dat van andere muzikale familieleden wordt sinds 2015 herinnerd in het Museum der Johann Strauss Dynastie in Wenen.

## Composities
Op de lijst van composities van Johan Strauss III staan 40 opusnummers en twee ongenummerde werken. Van de opusnummers 10 t.m. 23 is niets bekend. Deze composities uit de jaren 1898-1900 zijn vermoedelijk verloren gegaan.

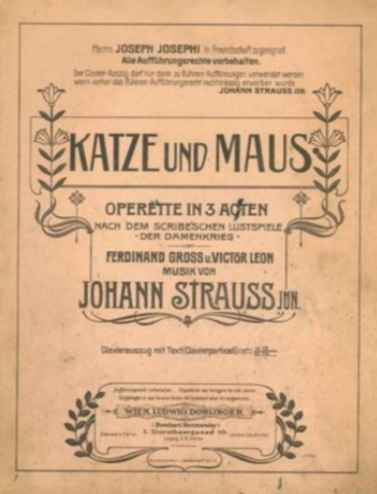
Partituur van Katze und Maus (1898)

- 1898: Katze und Maus (operette), geen opusnummer
- 1898: Sylvianen (wals), opus 1
- 1898: Leonie (wals), opus 2
- 1898: Comme it faut (polka française), opus 3
- 1898: Rococo (gavotte), opus 4
- 1898: Empire (polka Mazur), opus 5
- 1898: Schlau-Schlau (polka schnell), opus 6
- 1898: Dragoner (mars), opus 7
- 1898: Katze und Maus (quadrille), opus 8
- 1898: Musette, opus 9
- Opus 10 t/m 23 zijn niet bekend
- 1900: Gruß aus Wien (wals), opus 24
- 1900: Dem Mutigen gehört die Welt (wals), opus 25
- 1900: Budapester-polka, opus 26
- 1906: Frisch durch's Leben (galop), opus 27
- 1900: Rosige Laune (mazurka), opus 28
- 1900: Mit vereinten Kräften (mars), opus 29
- 1900: Unter den Linden (wals), opus 30
- 1900: La Patineuse - Die Schlittschuhläuferin (wals), opus 31
- 1901: Wiener Weisen (wals), opus 32
- 1901: Mariana Valse (wals), opus 33
- 1902: Im Galopp, opus 34
- 1902: Ludmilla (mazurka), opus 35
- 1902: In der Blütezeit (wals), opus 36
- 1902: Mit freudigem Herzen (polka), opus 37
- 1903: Dichterliebe (wals), opus 38
- 1901: Wilhelminen-Walzer, opus 39
- 1902: Krönungs-Walzer, opus 40 (voor de kroning van Edward VII van Engeland)
- 1936: Lob der Heimat (wals), geen opusnummer